# Bank of England
Bank of England (do češtiny přeložitelné jako Banka Anglie) je centrální banka Velké Británie známá také jako Stará dáma z Threadneedle Street nebo jen Stará dáma.

## Funkce banky
Vykonává všechny funkce centrální banky: Spravuje měnu státu libru šterlinků, sleduje a upravuje množství peněz v oběhu. Vykonává dohled nad ostatními bankami a poskytuje jim úvěry. Spravuje rezervy státu.
Banka má výhradní právo na emisi bankovek v Anglii a Walesu. Zastává funkci bankéře pro vládu i pro ostatní banky. Spravuje zlatou rezervu a v minulosti plnila kontrolní funkce v bankovním sektoru. Výbor pro monetární politiku od roku 1997 určoval oficiální úrokovou míru. S rozhodnutím posílit nezávislost rozhodování centrální banky byla zodpovědnost za vládní dluh převedena v roce 1998 na nově zřízený Úřad pro správu státního dluhu, který také spravuje od roku 2000 účet státního rozpočtu. Banka spravuje vládní Konsolidační fond.
Skotské banky a banky Severního Irska si udržely právo emise vlastních bankovek, ale musí být deponovány bankovkami stejné hodnoty u Anglické banky, s výjimkou několika milionů liber, reprezentujícími hodnotu bankovek, které tyto banky vydaly do roku 1845.

## Historie
Banka byla založena Skotem Williamem Patersonem roku 1694 za účelem stát se vládní bankou. Nabídl vládě půjčku 1,2 milionů liber. Za to požadoval, aby banka byla jmenována centrální bankou (The Governor and Company of the Bank of England) s právem vydávat bankovky. Královský patent povolující tuto činnost byl vydán 27. července 1694.
Veřejný rozpočet byl v tak špatném stavu, že v podmínkách půjčky byl roční 8% úrok a roční poplatek ve výši 4000 £ za správu dluhu. Prvním guvernérem byl sir John Houblon, jehož podobizna je zachycena na 50librové bankovce vydané roku 1990. Povolení bylo obnoveno v letech 1742, 1764 a 1781. Banka se původně nacházela nad antickým Mithrovým chrámem u Walbrooku. Mithra byl mimo jiné bohem obchodu což bylo vhodné spojení pro tuto banku. V roce 1734 se banka přestěhovala do současné lokality na Threadneedle Street.
V roce 1844 zákon Bank Charter Act svázal emisi bankovek se stavem zlatých rezerv a dal bankám právo vydávat bankovky. Jen několik bank pokračovalo ve vydávání bankovek do té doby, než byly převzaty v 30. letech 20. století Anglickou bankou. Skotské a severoirské si toto právo podržely. V roce 1870 byla centrální bance svěřena odpovědnost za stanovení úrokové míry.
V průběhu let 1920 až 1944, kdy byl jejím guvernérem Montagu Norman, zrušila banka veškeré aktivity, jež souvisely s komerční činností, a stala se centrální bankou. V roce 1946 byla banka zestátněna.
V roce 1990 vstoupilo Spojené království do Evropského měnového systému, který měl za cíl udržovat stabilní kurzy mezi měnami svých účastníků. V roce 1992 ovšem začala libra prudce oslabovat. Bank of England utratila devizy v hodnotě 27 miliard liber v marné snaze udržet libru v daném pásmu. Nakonec britská vláda snahy o udržení kurzu v stanovém pásmu vzdala, a v září 1992 Spojené království z Evropského měnového systému vystoupilo. Britské daňové poplatníky tato epizoda stála 3,3 miliardy liber, tedy asi půl procenta tehdejšího britského hrubého domácího produktu.

## Emise bankovek
Anglická banka vydává bankovky od roku 1694. Bankovky byly původně ručně malované, a ačkoli od roku 1725 již byly částečně tištěny, pokladníci je museli podepisovat, aby se staly platnými. Bankovky byly plně tištěny až od roku 1855. Do roku 1928 byly bankovky označovány jako bílé bankovky (White Notes) – s černým potiskem lícní strany a prázdnou rubovou stranou. V 18. a 19. století byly bílé bankovky vydávány v nominálních hodnotách 1 a 2 libry, ve 20. století v rozmezí 5 až 1000 liber.
22. listopadu 1928 banka vydala poprvé bankovky v hodnotách 10 pencí a 1 libry, poté co převzala zodpovědnost za tyto hodnoty od doby v roce 1914 po vyhlášení první světové války, kdy byly z oběhu staženy zlaté mince těchto hodnot.
V průběhu druhé světové války v roce 1943 vyrábělo Německo padělky bankovek v hodnotách 5 až 50 liber v počtu asi 500 000 kusů měsíčně. Původním záměrem bylo vypouštět tyto bankovky z letadel nad Anglií a destabilizovat tak anglickou ekonomiku, ale nakonec bylo shledáno výhodnějším vybavit těmito bankovkami německé agenty, aby jimi platili své náklady při operacích v rámci Evropy.

### 10 šilinků
První bankovky v hodnotě 10 šilinků vydala Anglická banka 22. listopadu 1928. Bankovka obsahuje obrázek Británie, rys bankovek vydávaných od roku 1694. Převládající barvou byla černohnědá. Na rozdíl od ostatních bankovek a stejně jako bankovka hodnoty 1 libry nebyla tato bankovka datována ale identifikována jménem hlavního pokladníka v době vydání. Od roku 1940 byla bankovka doplněna o kovový bezpečnostní pásek a barva byla, v době války, změněna na světle fialovou. V roce 1960 byla nahrazena vzorem Série C, když královna Alžběta II. svolila s použitím svého portrétu na bankovkách. Bankovka této hodnoty byla stažena z oběhu v roce 1969 poté, co byla do oběhu uvedena 50pencová mince.

### 1 libra
První bankovka této hodnoty od roku 1845 byla vydána Anglickou bankou 22. listopadu 1928. Bankovka obsahuje obrázek Británie, rys bankovek vydávaných od roku 1694. Převládající barvou byla zelená. Na rozdíl od ostatních bankovek a stejně jako bankovka hodnoty 10 šilinků nebyla tato bankovka datována ale identifikována jménem hlavního pokladníka v době vydání. Od roku 1940 byla bankovka doplněna o kovový bezpečnostní pásek a barva byla, v době války, změněna na růžovou. V roce 1960 byla nahrazena vzorem Série C, když královna Alžběta II. svolila s použitím svého portrétu na bankovkách. V roce 1977 byla vydána Série D s podobiznou Isaaka Newtona na rubové straně, ale poté, co byla v roce 1983 uvedena do oběhu 1librová mince, byla tato bankovka stažena z oběhu.

### 5 liber
První bankovka Anglické banky s hodnotou 5 £ byla vydána v roce 1793 jako řešení potřeby bankovek s menší nominální hodnotou místo zlatých mincí v době Francouzské revoluce (do té doby existovala bankovka s nejmenší hodnotou 10 £). Bankovka tohoto vzoru, označovaná jako Bílá pětilibrovka (černý potisk na bílém pozadí), byla používána beze změny až do roku 1957, kdy byla nahrazena barevnou bankovkou Série B s převládající tmavomodrou barvou. Tato bankovka byla nahrazena v roce 1963 bankovkou Série C, na které byla použita podobizna královny Alžběty II. V roce 1971 byla vydána ilustrovaná pětilibrovka Série D, na níž byl starší portrét královny a na rubové straně byl zobrazen vévoda z Wellingtonu. 7. června 1990 byla vydána bankovka Série E. Převládající barva této bankovky je tyrkysová modř a byly zde použity ochranné prvky proti padělání. Zpočátku byla na rubové straně podobizna železničního konstruktéra George Stephensona, ale od 21. května 2002 byla uvedena nová Série E s podobiznou vězeňské reformátorky Elizabety Fryové. Několik milionů bankovek s podobiznou G. Stephensona bylo zničeno poté, co bylo zjištěno, že je na bankovce uvedeno chybné datum jeho úmrtí. Platnost těchto bankovek byla ukončena 21. října 2003, kdy bylo v oběhu ještě asi 54 milionů těchto bankovek. Původní bankovky s podobiznou E. Fryové byly staženy z oběhu poté, co bylo zjištěno, že inkoust použitý na sériové číslo je nekvalitní a číslo je možné odstranit.

### 10 liber
První bankovka této hodnoty byla vydána roku 1759 kdy vlivem sedmileté války došlo k nedostatku zlata. Poté, co byla po druhé světové válce stažena z oběhu, objevila se v polovině 60. let Série C s převládající hnědou barvou. Ilustrovaný vzor Série D byl vydán počátkem 70. let, na rubové straně s podobiznou ošetřovatelky Florence Nightingaleové. Tato bankovka byla počátkem 90. let nahrazena bankovkou Série E, s převládající oranžovou barvou. Rub bankovky obsahoval podobiznu Charlese Dickense. Tato bankovka byla stažena z oběhu v červenci 2003. V roce 2000 byla uvedena do oběhu další verze Série E s podobiznou Charlese Darwina.

### 20 liber
Po druhé světové válce se bankovka této hodnoty objevila až počátkem 70. let ve vzoru Série D. Převládající barvou této bankovky byla nachová. Rub bankovky zobrazoval sochu Williama Shakespeara a balkónovou scénu z jeho hry Romeo a Julie. V roce 1992 byla nahrazena bankovkou Série E s podobiznou fyzika Michaela Faradaye. Do roku 1999 byla tato bankovka velmi často padělána, a tak byla jako první nahrazena bankovkou Série E s výraznější číslicí s hodnotou bankovky na levé horní lícové straně a s podobiznou sira Edwarda Elgara a Worcesterskou katedrálou.

### 50 liber
Nový vzor této hodnoty se poprvé objevil v roce 1981 ve vzoru Série D s podobiznou architekta Christophera Wrena a jeho plánu na rekonstrukci katedrály svatého Pavla na rubové straně. V roce 1990 byla vydána bankovka Série E, emitovaná k nadcházejícímu třísetletému výročí Anglické banky s podobiznou jejího prvního guvernéra sira John Houblona. Na bankovce byl poprvé použit k ochraně proti padělání hologram, který byl poté použit u bankovek druhé verze Série E i u bankovek jiných hodnot.

### 1 000 000 liber
Bankovky vydávané bankami ve Skotsku a Severním Irsku musí být kryty odpovídajícím množstvím bankovek Anglické banky. Z důvodu velkého množství bankovek vydávaných těmito bankami jsou pro depozici použity bankovky s nominální hodnotou 1 000 000 liber. Jsou určeny pouze pro vnitřní potřebu Anglické banky a nikdy se neobjevily v oběhu.

## Hlavní pokladníci Anglické banky
- John Kendrick 1694
- Thomas Speed 1694–1699
- Thomas Madockes 1699–1739
- James Collier (spolu s Danielem Racem) 1739–1751
- Ellas Simes (spolu s Danielem Racem) 1751–1759
- Daniel Race 1759–1775
- Charles Jewson 1775–1778
- Abraham Newland 1778–1807
- Henry Hase 1807–1829
- Thomas Rippon 1829–1835
- Matthew Marshall 1835–1864
- William Miller 1864–1866
- George Forbes 1866–1873
- Frank May 1873–1893
- Horace George Bowen 1893–1902
- John Gordon Nairne 1902–1918
- Ernest Musgrave Harvey 1918–1925
- C.Patrick Mahon 1925–1929
- Basil G. Catterns 1929–1934
- Kenneth O. Peppiatt 1934–1949
- Percival S. Beale 1949–1955
- Leslie K. O'Brien 1955–1962
- Jasper Q. Hollom 1962–1966
- John S. Fforde 1966–1970
- John B. Page 1970–1980
- David H. F. Somerset 1980–1988
- G. Malcolm Gill 1988–1991
- Graham E. A. Kentfield 1991–1998
- Merlyn Lowtherová 1999–2003 (první žena v této funkci)
- Andrew Bailey 2004–

## Guvernéři Anglické banky
- sir John Houblon (1694–1697)
- sir William Scawen (1697–1699)
- Nathaniel Tench (1699–1701)
- John Ward (1701–1703)
- Abraham Houblon (1703–1705)
- sir James Bateman (1705–1707)
- Francis Eyles (1707–1709)
- sir Gilbert Heathcote (1709–1711)
- Nathaniel Gould (1711–1713)
- John Rudge (1713–1715)
- sir Peter Delme (1715–1717)
- sir Gerard Conyers (1717–1719)
- John Hanger (1719–1721)
- sir Thomas Scawen (1721–1723)
- sir Gilbert Heathcote (1723–1725)
- William Thompson (bankéř) (1725–1727)
- Humphry Morice (1727–1729)
- Samuel Holden (1729–1731)
- sir Edward Bellamy (1731–1733)
- Horatio Townshend (1733–1735)
- Bryan Benson (1735–1737)
- Thomas Cooke (1737–1740)
- Delillers Carbonnel (1740–1741)
- Stamp Brooksbank (1741–1743)
- William Fawkener (1743–1745)
- Charles Savage (1745–1747)
- Benjamin Longuet (1747–1749)
- William Hunt (1749–1752)
- Alexander Sheafe (1752–1754)
- Charles Palmer (1754–1756)
- Matthews Beachcroft (1756–1758)
- Merrik Burrell (1758–1760)
- Bartholomew Burton (1760–1762)
- Robert Marsh (1762–1764)
- John Weyland (1764–1766)
- Matthew Clarmont (1766–1769)
- William Cooper (1769–1771)
- Edward Payne (1771–1773)
- James Sperling (1773–1775)
- Samuel Beachcroft (1775–1777)
- Peter Gaussen (1777–1779)
- Daniel Booth (1779–1781)
- William Ewer (1781–1783)
- Richard Neave (1783–1785)
- George Peters (1785–1787)
- Edward Darell (1787–1789)
- Mark Weyland (1789–1791)
- Samuel Bosanquet (1791–1793)
- Godfrey Thornton (1793–1795)
- Daniel Giles (1795–1797)
- Thomas Raikes (1797–1799)
- Samuel Thornton (1799–1801)
- Job Mathew (1801–1802)
- Joseph Nutt (1802–1804)
- Benjamin Winthrop (1804–1806)
- Beeston Long (1806–1808)
- John Whitmore (1808–1810)
- John Pearse (1810–1812)
- William Manning (1812–1814)
- William Mellish (1814–1816)
- Jeremiah Harman (1816–1818)
- George Dorrien (1818–1820)
- Charles Pole (1820–1822)
- John Bowden (1822–1824)
- Cornelius Buller (1824–1826)
- John Baker Richards (1826–1828)
- Samuel Drewe (1828–1830)
- John Horsley Palmer (1830–1833)
- Richard Mee Raikes (1833–1834)
- James Pattison (1834–1837)
- Timothy Abraham Curtis (1837–1839)
- sir John Rae Reid (1839–1841)
- sir John Henry Pelly (1841–1842)
- William Cotton (1842–1845)
- John Benjamin Heath (1845–1847)
- William Robinson Robinson (duben 1847 – srpen 1847)
- James Morris (1847–1849)
- Henry James Prescot (1849–1851)
- Thomson Hankey (1851–1853)
- John Gellibrand Hubbard (1853–1855)
- Thomas Matthias Weguelin (1855–1857)
- Sheffield Neave (1857–1859)
- Bonamy Dobree (1859–1861)
- Alfred Latham (1861–1863)
- Kirkman Daniel Hodgson (1863–1865)
- Henry Lancelot Holland (1865–1867)
- Thomas Newman Hunt (1867–1869)
- Robert Wigram Crawford (1869–1871)
- George Lyall (1871–1873)
- Benjamin Buck Greene (1873–1875)
- Henry Hucks Gibbs (1875–1877)
- Edward Howley Palmer (1877–1879)
- John William Birch (1879–1881)
- Henry Riversdale Grenfell (1881–1883)
- John Saunders Gilliat (1883–1885)
- James Pattison Currie (1885–1887)
- Mark Wilks Collet (1887–1889)
- William Lidderdale (1889–1892)
- David Powell (1892–1895)
- Albert George Sandeman (1895–1897)
- Hugh Colin Smith (1897–1899)
- Samuel Steuart Gladstone (1899–1901)
- Augustus Prevost (1901–1903)
- Samuel Hope Morley (1903–1905)
- Alexander Falconer Wallace (1905–1907)
- William Middleton Campbell (1907–1909)
- Reginald Eden Johnston (1909–1911)
- Alfred Clayton Cole (1911–1913)
- Walter Cunliffe, baron Cunliffe (1913–1918)
- sir Brien Ibrican Cokayne (1918–1920)
- sir Montagu Collet Norman (1920–1944)
- Thomas Sivewright Catto (1944–1949)
- Cameron Fromanteel Cobbold (březen 1949 – 30. červen 1961)
- George Rowland Stanley Baring (1. červenec 1961 – 1966)
- sir Leslie O'Brien (1966–1973)
- Gordon Richardson (1973–1983)
- Robin Leigh-Pemberton (1983–1993)
- sir Edward George (1993 – 30. červen 2003)
- Mervyn Allister King (1. červenec 2003 –)